# Carl Gustaf Bergman (politiker)
Carl Gustaf Leonhard Bergman, född 8 april 1840 i Stenkumla socken, död 27 april 1905 i Stockholm, var en svensk skolman och politiker. Han var far till ingenjören Carl Gustaf Bergman och svärfar till Thorsten Alsterlund.
Bergman blev student vid Uppsala universitet 1860, filosofie kandidat 1867 och filosofie doktor 1869 på avhandlingen Historisk öfversigt af lärans om magnetismen utveckling till början af detta århundrade. Han blev vikarierande adjunkt vid Nya elementarskolan och ordinarie samma år. Han blev huvudlärare i matematik och fysik vid Beskowska skolan, tog avsked från Nya elementarskolan 1871 och blev studierektor vid Beskowska skolan samma år. I sistnämnda skola var han även delägare 1882–93. Han är begraven på Norra begravningsplatsen.
Bergman var ledamot av Jakobs och Johannes församlings skolråd 1877–87 och av överstyrelsen för Stockholms folkskolor 1880–87. Han var ledamot av riksdagens andra kammare 1888–90 och var därunder bland annat ledamot av särskilt utskott 1890. Han var inspektör för Stockholms folkskolor från 1888 och ledamot i kommittén angående statsbidrag för folkskollärarevikariers avlönande 1892–93. Han tillhörde stadsfullmäktige i Stockholm 1894–1904, var ledamot av kommittén angående ordnande av folkskoleundervisningen i vissa städer 1895 och ordförande i yrkesskolekommittén 1901. Han var ledamot i kommittén för Sveriges deltagande i världsutställningen i Saint Louis.